# Mosteiro de Dionísio

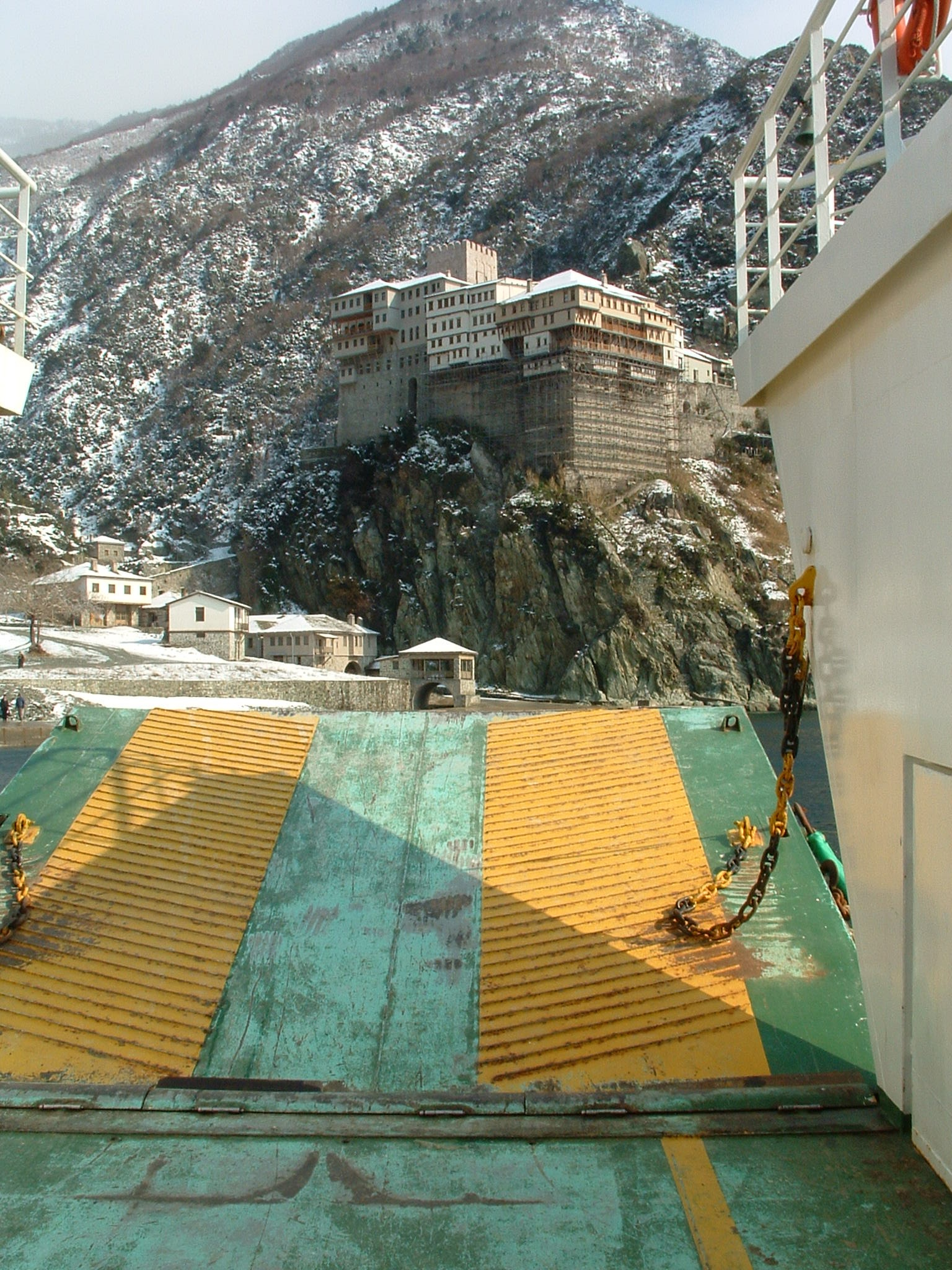

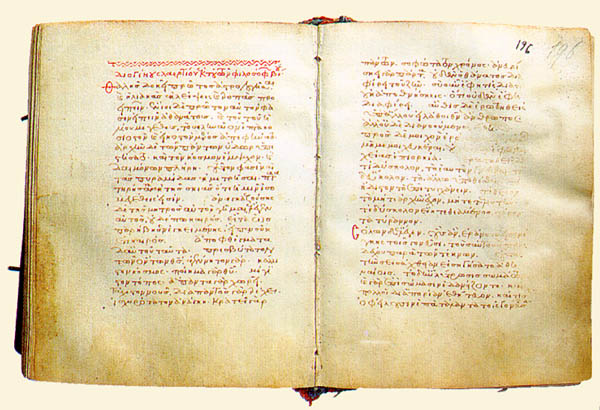
Codex 90, um manuscrito do século XIII contendo seleções de Heródoto, Plutarco e (na imagem) Diógenes Laércio.

O Mosteiro de Dionísio (em grego:  Μονή Διονυσίου - Dionysiou) é um mosteiro ortodoxo localizado no estado monástico de Monte Atos na Grécia. Ele é o quinto mais importante mosteiro na hierarquia local e é um dos vinte mosteiro auto-governados em Atos, sendo dedicado a São João Batista.
Ele foi fundado no século XIV por São Dênis de Korisos e foi batizado em sua homenagem.
A biblioteca do mosteiro preserva 804 manuscritos - o mais antigo do século XI - e mais de 4.000 livros impressos.
Atualmente, o mosteiro é uma comunidade de aproximadamente 50 monges.

## Manuscritos
- Codex Athous Dionysiou = Uncial 045 (Ω)
- Uncial 050